# Małgorzata Kopczowska
Małgorzata Kopczowska (zm. po 1467) – księżna oświęcimska i zatorska, żona księcia Wacława I zatorskiego.

## Życiorys
Według przekazu kroniki Jana Długosza, Małgorzata była córką ziemianina z księstwa siewierskiego Urbana Kopczowskiego zwanego Świrczyna, pieczętującego się herbem Nowina. Przypuszcza się, iż był on identyczny ze świadkującym 21 lutego i 19 września 1457 na dokumentach księcia oświęcimskiego Jana IV Urbanem z Kopczowic, pochodzącym z miejscowości Kopciowice w księstwie oświęcimskim.
Zgodnie z informacją XV-wiecznego kronikarza w Małgorzacie zakochał się książę Wacław I, syn księcia oświęcimskiego Kazimierza I, a następnie zawarł z nią związek małżeński. Pomimo iż Małgorzata była najprawdopodobniej poddaną Wacława, synowie z tego małżeństwa mieli pełne prawa do dziedziczenia księstwa po swoim ojcu. Z małżeństwa Małgorzaty i Wacława pochodziło siedmioro dzieci: synowie Kazimierz, Wacław, Jan i Władysław - późniejsi książęta zatorscy oraz córki Zofia i Katarzyna zmarłe podczas epidemii za życia ojca, jak również Agnieszka, która najprawdopodobniej zmarła po 21 października 1465.
Małgorzata Kopczowska przeżyła swojego męża Wacława I, zmarłego między 21 października 1465 a 29 lipca 1467. Ostatnia wzmianka na temat księżnej pochodzi z 1468. Zmarła zatem po tej dacie.